# 郡山市立緑ケ丘中学校
郡山市立緑ケ丘中学校（こおりやましりつ みどりがおか ちゅうがっこう）は、福島県郡山市緑ケ丘西にある公立中学校。
郡山市立宮城中学校から分離し、1996年に新設された。2024年現在、郡山市で2番目に新しい中学校である。

## 沿革
- 1995年 - 郡山市立宮城中学校から分離し、「郡山市立緑ケ丘中学校」として新設されることが決定、その後、校舎及び体育場の工事に着手する。
- 1996年 - 開校する。
- 1997年 - 鉄棒が設置される。
- 1999年 - 校舎が増設され、新校舎引き渡し作業が実施される。
- 2005年 - 創立10周年を記念し、モミジ、桜が植樹される。
- 2011年 - 東日本大震災により校庭の表土除去作業が実施される。
- 2015年 - 日本学校合奏コンクール全国大会グランドコンテスト及びソロアンサンブルコンテストで銅賞を受賞する。
- 2015年 - 創立20周年を記念し、式典、講演会を実施する。

## 部活動

### 運動部
- 野球部
- 女子ソフトテニス部
- 男子・女子バスケットボール部
- 女子バレーボール部
- サッカー部
- 卓球部
- 剣道部
- 陸上競技部（特設）
- 水泳部（特設）

### 文化部
- 弦楽合奏部
- 茶華道部
- 文化研究部
- 美術部

## 通学学区
主として以下の小学校からの通学区域となっている。
- 郡山市立緑ケ丘第一小学校